# Radkov (Tábori járás)
Radkov település Csehországban, a Tábori járásban. Radkov Borotín, Radimovice u Tábora, Balkova Lhota, Svrabov, Jistebnice, Chotoviny és Nasavrky településekkel határos. Lakosainak száma 165 fő (2024. január 1.).

## Népesség
A település lakosságának változását az alábbi diagram mutatja:
| Lakosok száma | 401  | 421  | 366  | 245  | 182  | 140  | 169  | 167  | 167  | 165  |
|               | 1869 | 1890 | 1921 | 1950 | 1980 | 2001 | 2017 | 2019 | 2022 | 2024 |